# Сон (фильм, 1964)
«Сон» — советский широкоформатный цветной фильм 1964 года режиссёра Владимира Денисенко. Занимает 95-100 позицию в списке 100 лучших фильмов в истории украинского кино, составленном в 2021 году.

## Сюжет
Фильм-биография, рассказывающий про один из периодов жизни Тараса Шевченко — от детских лет, становления и учёбы, до ссылки.
Фильм построен на сопоставлениях и косвенной хронологии, в сюжете линия современности переплетается с прошлым и воспоминаниями.

## В ролях
| Актёр                     | Роль                                    |
| ------------------------- | --------------------------------------- |
| Иван Миколайчук           | Тарас Шевченко                          |
| Юра Леонтьев              | маленький Тарас                         |
| Дмитрий Милютенко         | дядька Иван                             |
| Наталья Наум              | Ядвига Гусиковская                      |
| Михаил Державин           | Карл Брюллов                            |
| Константин Степанков      | Иван Сошенко                            |
| Василий Дашенко           | художник Венецианов                     |
| Дмитрий Франько           | поэт Жуковский                          |
| Иван Кононенко-Козельский | художник Григорович                     |
| Владимир Гончаров         | Энгельгардт                             |
| Николай Талюра            | Ширяев                                  |
| Ефим Копелян              | Прехтель                                |
| Владислав Стржельчик      | Николай I                               |
| Анатолий Иванов           | наследник престола Александр Николаевич |
| Владимир Белокуров        | Дубельт                                 |

### В эпизодах
| Актёр                 | Роль                    |
| --------------------- | ----------------------- |
| Вячеслав Воронин      | художник Мокрицкий      |
| Фёдор Ищенко          | кобзарь                 |
| Дмитрий Капка         | крепостной              |
| Софья Карамаш         | крепостная              |
| Алексей Максимов      | Орлов                   |
| Наталия Мищенко       | мать Тараса             |
| Раиса Недашковская    | Причинная               |
| Константин Параконьев | сельский маляр          |
| Николай Пишванов      | крепостной              |
| Николай Рушковский    | Виельгорский            |
| Георгий Семёнов       | священник               |
| Анатолий Скибенко     | художник Йонас Рустемас |

### Нет в титрах
| Актёр                | Роль          |
| -------------------- | ------------- |
| Людмила Алфимова     | модистка      |
| Константин Артеменко |               |
| Пётр Вескляров       | придворный    |
| Владимир Волков      | крепостной    |
| Неонила Гнеповская   | жена Ширяева  |
| Николай Гринько      | дьяк          |
| Михаил Заднепровский | предок Тараса |
| Валерий Панарин      |               |
| Лев Перфилов         | крепостной    |
| Виктор Полищук       | придворный    |
| Сергей Сибель        | придворный    |
| Василий Фущич        |               |
| Николай Яковченко    | крепостной    |

## Награды
- Почётной грамотой Президиума Верховного Совета УССР награждены актёр Иван Миколайчук, сценарист Дмитрий Павлычко и оператор Михаил Чёрный[2]
- Режиссёру Владимиру Денисенко присвоено звание Заслуженного деятеля искусств УССР[2]
- Исполнитель главной роли Иван Миколайчук (посмертно) в 1988 году стал лауреатом Государственной премии УССР имени Тараса Шевченко «За создание разноплановых национальных образов в кино»[3]